# 凱拉·伊希納斯
凯拉·伊希纳斯（英語：Kayla Itsines，1991年5月21日—）是一名私人教练，作家和企业家。她创作了一系列的健身电子书（Bikini Body Guides），和一个具有飲食与锻炼计划的应用程式（Sweat with Kayla）。她所研发和发行的健身应用程式在2016年带来的收入比其他健身应用程式来的更多。
2016年3月，美国《时代杂志》将凯拉列为互联网上30位最具影响力的人物之一，并指出她成功利用社交媒体来推广她自己的品牌。2016年10月，凯拉于Facebook拥有8百万个追踪者，而Instagram则拥有5百50万个追踪者。同时，凯拉和她的伙伴Tobi Pearce被澳洲商业杂志"BRW"列入杂志中的年轻富豪榜。数据显示他们的财富达4600万美元。

## 早年
小时候的凯拉爱打篮球，从而培养她对健身的兴趣。然而当时的凯拉是个体重不足的小女孩，在她15岁或16岁的时候诊断出子宫内膜异位症，并且可能将会为她的未来带来生育问题，而决定进行手术。上网搜集资料后，凯拉发现健康和强壮的身体可减轻不孕症，因此开始上健身房健身。她回想起最初被健身房吓倒，直到一名私人教练鼓励她「就从某处开始吧」。凯拉发现她很享受锻炼带给她的感觉，因此放弃了原来成为美容治疗师的计划，在18岁时以健身教练的身份毕业于澳大利亚健身学院。

## 职业生涯
毕业之后，凯拉在阿德莱德的一间健身房找到了工作。她很快就注意到她所领导的机器类课程无法帮助她的客户达到目标。有一天，她带领学生进行非机器类的有氧运动，发现他们都很爱此项目。凯拉相信大部分女性从锻炼中寻求三个具体的效果：更小的大腿内侧，更平坦的腹部，更纤细的手臂，同时也担心过于庞大且笨重。
凯拉开始她的移动式个人培训业务。局限于运送设备给客户的限制，使她专注于设计使用最少的设备和最小的空间的课程。她还开始训练，想改善身体素质的她妹妹的朋友，锻炼核心力量和更强壮的大腿，以便她们可以在高中篮球队打篮球。凯拉教导她们营养资讯，并要求她们拍摄自己锻炼前与锻炼后的照片，以跟进她们的进展。凯拉12岁的表弟(或表妹）建议她使用Instagram来管理她的照片。在几个月内，凯拉获得了成千上万个追踪者，并经常收到寻求她的意见和帮助的请求。她的搭档托比·皮尔斯（Tobi Pearce）建议她将自己的例程编译成可在线销售的电子书。2013年3月，他们创立了自己的公司--Bikini Body Training，其董事为凯拉，托比为首席执行官。接下来的一月份，他们发表了头两个比基尼身体指南，其中一个包括凯拉的健身教学，另一个则是澳大利亚营养学专家的营养师Julie Dundon和Anne Schneyder的营养资讯。同年的10月份，他们发表的指南达到一百多万次。
BBG计划是个基于28分钟的高强度训练，每周完成三次。此训练是启发于多项运动和体育锻炼中的150种运动而创作出来的。她的膳食计划最初每天只提供1,200卡路里的热量，但更新为1,600卡路里至1,800卡路里。她将整体战略描述为不是针对减肥或肌肉增益，而是创造一种特定的外观。为《每日邮报》撰稿的一名记者形容这种看法是"一个超级瘦的体格，再加上没有庞大体积的高程度的健身"。该计划主要针对女性，因为她认为女性的健康和健身目标。
凯拉后来对于她为她的指南取的名字感到遗憾，她在接受采访时解释道:"我希望我能更清楚地表达任何人都可以穿比基尼的概念，并非是我自己的"比基尼身材"，而是当你在公共场合穿最少量的衣服的时候你是感觉舒服，自在和强壮的.....当然，任何人都可以穿比基尼，只要穿上就可以了。"。在另一次采访中，她补充道：「这就是为什么当我发布这个应用程式时，我把它叫做与凯拉一起流汗（Sweat with Kayla）。」
在2015年，她开始了世界巡演，《Kayla Itsines Bootcamp World Tour》，领导免费团体健身班。巡演包括澳大利亚的首府城市，纽约市，洛杉矶和伦敦。
2015年2月，凯拉对另一名源于阿德莱德的私人教练Leanne Ratcliffe和Ratcliffe的合伙人Harley Johnstone,对他们在其YouTube频道上发布的评论进行了法律诉讼。以“Freelee the Banana Girl”这个假名出版的Ratcliffe声称BBG的饮食计划要求用户挨饿，而Johnstone则以“Durianrider”出版，声称Pearce使用类固醇。凯拉声称这些言论是属于诽谤的。她获得了禁令，阻止视频的进一步发布。当南澳大利亚最高法院在3月23日听取了投诉后，威瑟斯法官指示了案件进行审判，但事情最终还是在庭外解决。
2015年4月，苹果公司在苹果手表的广告中刊登了凯拉，展示了该产品的心率监测功能。
于2015年11月发布的Sweat with Kayla 引起已经为BBG电子书付费的客户反弹。凯拉在iTunes商店里的应用程序的前137个评论中，93个用户只给了它一颗星，引起了成本和可用性的问题。凯拉回应了这些批评，并让她现有的BBG客户使用该应用程式的第一个月的价格降低到1美元。
凯拉于2016年6月再次举行她的巡演，在"Kayla Itsines Sweat Tour"中到访了伦敦，纽约和洛杉矶。在纽约的那次巡演中共有四千人参与。在洛杉矶，参与者为了能够更接近舞台而排队长达6个小时。上课之后，凯拉更逗留了几个小时与约一千名参与者见面。
2016年11月，Pan Macmillan发表了凯拉的第一本印刷书"The Bikini Body 28-Day Eating and Lifestyle Guide"。2017年8月，她宣布即将出版第二本书"The Bikini Body Motivation & Habits Guide"，该书将于2017年11月开始发售。
凯拉的社交媒体成功的把重点放在她的追踪者和她们的健身生涯而并非是她自己的。她并不认为自己对观众特别有吸引力，并且认为把重点放在听众身上可以确保持续的相关性。她的社交媒体战略的另一部分是关注身体的转变和变化，因此她很少张贴自己脸部的照片。凯拉也很谨慎自己于其他出版社视觉上的形象，并且拒绝拍摄与她的形象不一致的照片。她在自己的价值观陈述中表示，她绝不会宣传她自己不相信的事情，或张贴与她自己的生活方式相关的建议。她是唯一一个在她的社交媒体上发布贴文的人。
凯拉继续亲自培训少数长期客户以及她的员工。

## 个人生活
凯拉是Anna与Jim Itsines的女儿，她的父母都是老师。她拥有一个妹妹，Leah Itsines，她是一名私人教练和食物造型师。凯拉的家族来自希腊，并认为她自己是希腊人。她将许多食物的选择归功于她的希腊式教养。
她的祖父母最初反对她成为私人教练的决定，直到她考虑应该放弃这个想法。 后来他们支持她的事业。
凯拉在健身房遇到了她的搭档Tobi Pearce。当时他正在学习法律和商业的双学位，并且正在学习做个私人教练。他正在训练自己的客户，并拥有一个训练营业务。 他们自2013年以来一直住在一起。
她有两隻西伯利亚哈士奇，名为Ace和Junior。 她的前哈士奇，TJ，于2017年2月去世。
凯拉从2011年开始放弃喝酒并且坚持到现在，她相信追求健康生活方式的人们也该如此。